# نيكولاس مونيوث
نيكولاس مونيوث (بالإسبانية: Nicolás Muñoz) (21 ديسمبر 1981 ببنما في بنما - ) هو لاعب كرة قدم بنمي والسلفادور في مركز الهجوم. شارك مع منتخب بنما لكرة القدم. أما مع النوادي، فقد لعب مع نادي أليانزا ‏ وC.D. Vista Hermosa ‏ ونادي سانتانيكوس أسوشيتد وإيسيدرو ميتابان ‏ وA.D. Chalatenango ‏ وسبورتينغ سان ميغيليتو ونادي إنفيغادو ونادي ديبورتيفو أراب يونيدو ونادي أكويلا.

## وصلات خارجية
- نيكولاس مونيوث على موقع قاعدة بيانات كرة القدم.إي يو (الإنجليزية)
- نيكولاس مونيوث على موقع ناشيونال فوتبول تيمز (الإنجليزية)
- نيكولاس مونيوث على موقع Soccerway.com (الإنجليزية)